# سونبول
سونبول (به آلمانی: Sönnebüll) یک شهر در آلمان است که در نوردفرایسلند واقع شده‌است. سونبول ۲۴۲ نفر جمعیت دارد.